# Metacritic
Metacritic (メタクリティック) は、映画、ゲーム、テレビ番組、ミュージック・アルバムの評価のレビュー収集サイト。さまざまなウェブサイトからレビューを取得し、その評価を数値化して作品・製品ごとにMetascore（メタスコア）と呼ばれる評価の加重平均値の百分率と、それに基づく5段階の評価の傾向、および緑、黄、赤の3段階の視覚的指標を表示する。

## 歴史

Metacriticのオリジナルロゴ

2001年1月、マーク・ドイルが、その姉妹ジュリー・ドイル・ロバーツ、および南カリフォルニア大学法科大学院の学友ジェイソン・ディーツとともに立ち上げた。当時すでに映画のレビューを集積して数値化するウェブサイトRotten Tomatoesがあったが、「より広い範囲のメディアをカバーすることに好機を見出した」という。2005年に彼らはMetacriticをCNETに売却した。その後、CNETとMetacriticはCBSコーポレーションに買収されたが、2020年、CNETをレッド・ベンチャーズに、2022年、Metacriticをファンダムにそれぞれ売却した。

### 影響力
Metacriticは事業者が将来の売り上げの予測に使用している。ウォール・ストリート・ジャーナルのニック・ウィングフィールドは、Metacriticが「ゲームの売り上げやゲームパブリッシャーの株に影響を与えている」と書いている。彼は、音楽や映画のチケットよりもゲームの購入費用が高いことが影響していると説明している。多くの経営者は、スコアが低いと「長期的な販売の可能性が損なわれる」と述べている。ウィングフィールドは、MetacriticやGamerankingsなどのサイトは通常売上データが公表される前にスコアを投稿するため、『バイオショック』や『スパイダーマン3』（ゲーム）が発売された後に企業価値が急速に上昇したり下落したりしたこと引き合いに出し、ウォールストリートがMetacriticに注目していると記述している。マーク・ドイルはガーディアンによるインタビューの中で、特定のジャンルにおいて「総合的な統計調査を実施し、メタスコアの高さと売り上げの強さの相関関係を導き出した」大手パブリッシャー2社を挙げている。彼は、Metacriticを「ゲームの潜在的な売上、ひいてはパブリッシャーの株価の先行指標」として利用する企業や財務アナリストが増えていると主張している。しかし、2012年のXbox 360ゲーム88作以上とPS3ゲーム80作を分析した2015年の調査では、Metacriticのスコアが実際の売上に影響を与えていないことが判明している。
議論の的となっているのは、Metacriticがゲームの開発者が追加のロイヤリティを受け取るかどうかを判断する手段としてゲームパブリッシャーによって使用されているということである。有名な例として、2010年に発売されたゲーム『Fallout: New Vegas』の平均メタスコアは84で、ゲームのパブリッシャーであるベセスダが要求した85を1ポイント下回った。その結果、デベロッパーのObsidian Entertainmentは追加ボーナスを受け取れなかった。コラムニスト達は同社のMetacriticの利用に異議を唱え、あるコラムニストはそれがゲーム批評家がデベロッパーの利益を決定する最終的な責任を負うようになることを示唆し、別のコラムニストは84のMetascoreは85を大きく下回ってはいないことを指摘している。後者は500万本の販売本数と3億ドルの収益という印象的な売上を挙げ、2011年と2012年にObsidianのレイオフが相次いだことも指摘している。
一方で、このウェブサイトは、コラムニストやコメンテーターの間では批評家の一般的な受け止め方の参考資料として利用され、パブリッシャーでは製品の改善ツールとして利用されている。2008年には他の経営陣とともに当時のエレクトロニック・アーツCEO、ジョン・リシテッロがウォール街のアナリスト達に同社のゲームの批評家評価平均の低下傾向を示すチャートを見せた。リシテッロはこの評価を真摯に受け止め、同社が立ち直る必要があることを強調した。2008年にはマイクロソフトが平均以下のXbox Live Arcadeゲームの除外にMetacriticの平均を利用した。

## メタスコア
スコアは加重平均であり、特定の出版物は「彼らの名声のため」より重視されている。Metacriticは各レビュワーに割り当てられた相対的重さを公表しないと表明している。
マーク・ドイルはガーディアンのケイス・スチュアートによる「メタスコアのプロセスの裏側を知る」インタビューを受けている。スチュアートは「メタスコア現象、すなわちMetacriticとGameRankingsは、ここ数年でオンラインゲームジャーナリズムにとって非常に重要な要素となっている」と書いている。ドイルはコンピュータゲームは多くの時間とお金の投資につながるため、ゲーマーは映画や音楽のファンよりもレビューに詳しく、彼らは「とても期待されていた作品が期待に応えてくれるかどうか」を知りたがると語った。
| 表示                                                | 表示                                                       | コンピュータゲーム | 映画/テレビ番組/音楽 |
| --------------------------------------------------- | ---------------------------------------------------------- | ------------------ | -------------------- |
|                                                     | Universal acclaim（普遍的な称賛）                          | 90–100             | 81–100               |
| Generally favorable reviews（概ね好意的なレビュー） | 75–89                                                      | 61–80              |                      |
|                                                     | Mixed or average reviews（賛否両論または平均的なレビュー） | 50–74              | 40–60                |
|                                                     | Generally unfavorable reviews（概ね批判的なレビュー）      | 20–49              | 20–39                |
| Overwhelming dislike（圧倒的な嫌悪）                | 0–19                                                       | 0–19               |                      |

2018年6月、Metacriticはメタスコアが81以上かつプロの批評家15人以上からレビューされている映画向けに「Must-See（必見）」ラベルを創設した。2018年9月、90%以上のスコアかつ業界専門家のレビュー数が15件以上あるコンピューターゲームに「Must-Play（プレイ必須）」認定を追加した。

## 評価
Metacritcはウェブサイトの批評家、コメンテーター、コラムニストなどから様々な評価を受けている。サイトの効果は分析され、結論としては一般的に有用であるか、信頼性が低く偏ったものであることが分かっている。ウェブサイトは2010年と2015年にウェビー賞の「Guides/Ratings/Reviews」部門で受賞している。

### 批判
Metacriticは全てのスコアリングシステムを単一のパーセンテージベースの尺度に変換することで批判されている。例として「A」スコアは100点、「F」は0点、「B-」は67点に相当する。Game Revolutionの編集者ジョー・ドッドソンはMetacriticと類似サイトはレビューを彼が低すぎると感じた点数に変えていると批判した。ドイルは、すべての尺度をMetacriticの尺度に直接変換する必要があると考えており、可能性のある最低スコアが0で最高が100であるとして採点システムを擁護した。さらに批判は、サイトがスコアの集計方法の公開を拒否している点に向けられた。
ドイルによると、パブリッシャーはしばしば不公平だと感じるレビューを除外するように彼を説得しようとしているという。『アンチャーテッド4』のワシントン・ポストのレビューはMetacriticによって100分の40の評価を割り当てられ、このレビューは同作に対する唯一の否定的なレビューだった。このレビューをよしとしない読者は、Metacriticに信頼できる情報源からワシントン・ポストを削除するよう申し立てた。業界に悪影響を与えていると認識された結果、KotakuやEurogamerを含むいくつかのレビューサイトでは、Metacriticに掲載されるような数値的なレビューを削除し、代わりにゲームの定性的な評価を支持している。Kotakuはまた、一部のパブリッシャーがMetacriticのスコアを利用してパブリッシャーに有利な条件を提示したり、一定のスコアに達しなかった場合に開発者にボーナスを与えないようにしたりするための手段として利用しているとされる慣行に注目している。これに対してドイルは、「Metacriticは業界がどのように我々の数字を扱うかについて全く関係がない...。Metacriticは常にゲーマーを教育することを目的としてきた。私たちは製品レビューを彼らの時間とお金を最大限に活用できるようにするツールとして利用している」と述べて反論した。
また、Metacriticは、通知や正式な異議申し立ての手続きを行うことなくユーザーとそのレビューを追放する処理についても批判されている。批評家や開発者は、意図的に作品の評判を傷つけるような低い評価を得たり、実際よりも人気があるように見せかけるために使い捨てアカウントから高い評価を得たりすることで、作品がユーザーによる評価操作の影響を受ける可能性があると指摘している。Signal Studiosの社長兼クリエイティブ・ディレクターのダグラス・オルブライトは、このウェブサイトには基準がないと述べている。